# Grand Prix d'été de saut à ski 2013
Navigation
Édition précédente Édition suivante
L'édition 2013 du Grand Prix d'été de saut à ski se déroule du 26 juillet au 3 octobre 2013.
La première étape est cette année en Allemagne à Hinterzarten sur le tremplin HS 108, avec un premier concours pour les filles le 26 juillet, puis un concours par équipes mixtes le 27 et le concours masculin le dimanche 28 juillet. Le weekend suivant les hommes se retrouvent à Wisła pour le seul concours masculin par équipe de la saison, puis un concours individuel, sur le gros tremplin HS 134.
Vient ensuite le rendez-vous de Courchevel, avec un concours mixte sur le HS 132, pour la première fois sur un « gros tremplin », puis un concours féminin sur le « tremplin normal » HS 96, puis un concours masculin sur le gros tremplin HS 132.
Les hommes concourent ensuite à Einsiedeln le 17 août, puis à Hakuba les 23 et 24 août 2013.
Les deux étapes suivantes regroupent les garçons et les filles, d'abord à Nijni Taguil les 13 et 14 septembre (premier Grand-Prix en Russie pour les filles), puis à Almaty les 21 et 22 septembre 2013.
Les garçons disputent leurs derniers Grands-Prix 2013 à Hinzenbach le 29 septembre, puis à Klingenthal le 3 octobre 2013.

## Grand Prix masculin
Le premier Grand-Prix le 28 juillet 2013 à Hinterzarten voit le retour de Janne Ahonen, après ses annonces de retraite de 2008 puis de 2011 : il fait le saut le plus long de la journée, et se place troisième ex æquo de l'épreuve de qualification avec Roman Koudelka, derrière Dawid Kubacki et Andreas Wellinger, puis termine septième du concours.

### Calendrier
| Date              | Lieu         | Épreuve           | Vainqueur                                                            | Deuxième                                                                           | Troisième                                                              |
| ----------------- | ------------ | ----------------- | -------------------------------------------------------------------- | ---------------------------------------------------------------------------------- | ---------------------------------------------------------------------- |
| 28 juillet 2013   | Hinterzarten | HS 108            | Richard Freitag                                                      | Andreas Wellinger                                                                  | Matjaž Pungertar                                                       |
| 2 août 2013       | Wisła        | Par équipe HS 134 | Pologne- Maciej Kot - Krzysztof Biegun - Dawid Kubacki - Kamil Stoch | Allemagne- Severin Freund - Michael Neumayer - Andreas Wellinger - Richard Freitag | Slovénie- Robert Kranjec - Peter Prevc - Jaka Hvala - Matjaz Pungertar |
| 3 août 2013       | Wisła        | HS 134            | Andreas Wellinger                                                    | Maciej Kot                                                                         | Roman Koudelka                                                         |
| 15 août 2013      | Courchevel   | HS 132            | Andreas Wellinger                                                    | Andreas Wank                                                                       | Michael Neumayer                                                       |
| 17 août 2013      | Einsiedeln   | HS 117            | Kamil Stoch                                                          | Maciej Kot                                                                         | Andreas Wellinger                                                      |
| 23 août 2013      | Hakuba       | HS 131            | Krzysztof Biegun                                                     | Simon Ammann                                                                       | Cestmir Kozisek                                                        |
| 24 août 2013      | Hakuba       | HS 131            | Noriaki Kasai Jernej Damjan                                          |                                                                                    | Jan Ziobro                                                             |
| 14 septembre 2013 | Nijni Taguil | HS 106            | Anders Bardal                                                        | Tom Hilde                                                                          | Jakub Janda                                                            |
| 15 septembre 2013 | Nijni Taguil | HS 140            | Jakub Janda                                                          | Jernej Damjan                                                                      | Krzysztof Biegun                                                       |
| 21 septembre 2013 | Almaty       | HS 140            | Anders Bardal                                                        | Jernej Damjan                                                                      | Antonín Hájek                                                          |
| 22 septembre 2013 | Almaty       | HS 140            | Matjaz Pungertar                                                     | Jernej Damjan                                                                      | Reruhi Shimizu                                                         |
| 29 septembre 2013 | Hinzenbach   | HS 94             | Annulé                                                               | Annulé                                                                             | Annulé                                                                 |
| 3 octobre 2013    | Klingenthal  | HS 140            | Andreas Wellinger                                                    | Andreas Kofler                                                                     | Janne Ahonen                                                           |

### Classement
Classement définitif au 3 octobre 2013, après les onze épreuves individuelles :
| Rang | Nom                  | Points |
| ---- | -------------------- | ------ |
| 1    | Andreas Wellinger    | 440    |
| 2    | Jernej Damjan        | 419    |
| 3    | Anders Bardal        | 323    |
| 4    | Matjaž Pungertar     | 320    |
| 5    | Krzysztof Biegun     | 290    |
| 6    | Cestmir Kozisek      | 273    |
| 7    | Reruhi Shimizu       | 262    |
| 8    | Maciej Kot           | 248    |
| 9    | Kamil Stoch          | 227    |
| 10   | Tom Hilde            | 223    |
| 11   | Jan Ziobro           | 221    |
| 12   | Richard Freitag      | 215    |
| 13   | Michael Neumayer     | 183    |
| 14   | Simon Ammann         | 180    |
| 15   | Taku Takeuchi        | 170    |
| 16   | Noriaki Kasai        | 167    |
| 17   | Antonín Hájek        | 165    |
| 18   | Jakub Janda          | 160    |
| 19   | Janne Ahonen         | 156    |
| 20   | Andreas Wank         | 143    |
| 21   | Yuta Watase          | 130    |
| 22   | Roman Koudelka       | 124    |
| 23   | Rok Justin           | 123    |
| 24   | Dawid Kubacki        | 116    |
| 25   | Stefan Hula          | 111    |
| 25   | Denis Kornilov       | 111    |
| 27   | Piotr Żyła           | 53     |
| 28   | Gregor Deschwanden   | 108    |
| 29   | Jan Matura           | 102    |
| 30   | Andreas Kofler       | 101    |
| 31   | Rune Velta           | 100    |
| 32   | Klemens Muranka      | 96     |
| 33   | Aleksander Zniszczol | 86     |
| 34   | Olli Muotka          | 85     |
| 35   | Andraz Pograjc       | 84     |
| 36   | Ilmir Hazetdinov     | 80     |
| 37   | Maximilian Mechler   | 66     |
| 38   | Severin Freund       | 65     |
| 39   | Marinus Kraus        | 63     |
| 40   | Bartlomiej Klusek    | 60     |
| 41   | Peter Prevc          | 58     |
| 42   | Karl Geiger          | 56     |
| 43   | Nicholas Alexander   | 55     |

| Rang | Nom                      | Points |
| ---- | ------------------------ | ------ |
| 44   | Piotr Żyła               | 53     |
| 45   | Vincent Descombes Sevoie | 52     |
| 46   | Pascal Kaelin            | 51     |
| 47   | MacKenzie Boyd-Clowes    | 50     |
| 47   | Nejc Dezman              | 50     |
| 49   | Martin Schmitt           | 49     |
| 50   | Daniel Wenig             | 47     |
| 51   | Daiki Itō                | 46     |
| 51   | Lukas Hlava              | 46     |
| 53   | Davide Bresadola         | 44     |
| 53   | Robert Kranjec           | 44     |
| 55   | Markus Eisenbichler      | 37     |
| 56   | Mikhail Maksimochkin     | 34     |
| 56   | Anssi Koivuranta         | 34     |
| 58   | Alexey Romashov          | 32     |
| 58   | Jan Maylaender           | 32     |
| 60   | Anders Fannemel          | 29     |
| 61   | Andreas Stjernen         | 26     |
| 62   | Anze Semenic             | 25     |
| 63   | Borek Sedlák             | 24     |
| 64   | Gregor Schlierenzauer    | 22     |
| 65   | Stephan Leyhe            | 20     |
| 65   | Sho Suzuki               | 20     |
| 67   | Junshiro Kobayashi       | 18     |
| 67   | Wolfgang Loitzl          | 18     |
| 67   | Lauri Asikainen          | 18     |
| 70   | Kento Sakuyama           | 16     |
| 71   | Heung-Chul Choi          | 13     |
| 71   | Jurij Tepeš              | 13     |
| 71   | Krzysztof Leja           | 13     |
| 74   | Kaarel Nurmsalu          | 12     |
| 75   | Grzegorz Mietus          | 11     |
| 75   | Stefan Kraft             | 11     |
| 77   | Ilia Rosliakov           | 10     |
| 78   | Michael Hayböck          | 9      |
| 79   | Ronan Lamy-Chappuis      | 8      |
| 80   | Manuel Fettner           | 6      |
| 81   | Marco Grigoli            | 5      |
| 81   | Phillip Sjoeen           | 5      |
| 83   | Fumihisa Yumoto          | 4      |
| 84   | Andrea Morassi           | 3      |
| 84   | Takanobu Okabe           | 3      |
| 86   | Pascal Egloff            | 2      |
| 87   | Vladimir Zografski       | 1      |

## Grand Prix féminin

### Calendrier et podiums
| Date              | Lieu         | Épreuve | Vainqueur           | Deuxième          | Troisième         |
| ----------------- | ------------ | ------- | ------------------- | ----------------- | ----------------- |
| 26 juillet 2013   | Hinterzarten | HS 108  | Alexandra Pretorius | Sara Takanashi    | Katja Požun       |
| 15 août 2013      | Courchevel   | HS 96   | Ema Klinec          | Sarah Hendrickson | Yūki Itō          |
| 13 septembre 2013 | Nijni Taguil | HS 106  | Sara Takanashi      | Coline Mattel     | Katja Požun       |
| 14 septembre 2013 | Nijni Taguil | HS 106  | Sara Takanashi      | Coline Mattel     | Katharina Althaus |
| 21 septembre 2013 | Almaty       | HS 106  | Sara Takanashi      | Coline Mattel     | Yurina Yamada     |
| 22 septembre 2013 | Almaty       | HS 106  | Sara Takanashi      | Katja Požun       | Atsuko Tanaka     |

### Déroulement des épreuves

#### Ouverture à Hinterzarten
Le tout premier Grand-Prix estival 2013 est le concours féminin d'Hinterzarten le 26 juillet 2013. Il n'est pas précédé d'épreuve de qualification, les sauteuses présentes n'étant que 45, en l’absence de l'équipe américaine qui commencera la saison à Courchevel, et de l'équipe norvégienne qui ne se déplacera pas cet été. Comme l'an dernier, la gagnante surprise de ce concours d'ouverture est Alexandra Pretorius
 ; suivent Sara Takanashi, puis Katja Požun, Maja Vtič et Jacqueline Seifriedsberger. Parmi les autres sauteuses de renom, Coline Mattel se contente d'une modeste place de 13e, deuxième Française derrière Léa Lemare (9e) qui se plaçait parmi les favorites lors des entraînements. 

#### Courchevel
Alexandra Pretorius, très attendue après ses victoires surprises à Couchevel en 2012 et à Hinterzarten pour l'ouverture de la saison estivale 2013 ne peut défendre ses chances : elle se blesse gravement au genou lors d'une séance d’entraînement préliminaire à ce Grand-Prix,.
Comme à Hinterzarten, pas d'épreuve de qualification pour les 47 sauteuses. Les meilleurs sauts lors des entraînements officiels et du saut d'essai sont effectués par les Japonaises Sara Takanashi et Yūki Itō, l'Américaine Sarah Hendrickson, puis Coline Mattel, Eva Logar et Ema Klinec.
Comme l'année précédente avec Alexandra Pretorius, le Grand-Prix est remporté lors de la toute première apparition d'une sauteuse à ce niveau : c'est Ema Klinec, jeune sauteuse slovène de 15 ans qui domine la concurrence et remporte ce Grand-Prix avec les meilleurs sauts de chaque manche, devant Hendrickson (deuxième lors des deux manches), puis Yūki Itō troisième, devant la sauteuse vedette du Japon Sara Takanashi seulement cinquième en raison de sa première manche ratée. Ulrike Grässler s'intercale entre les Japonaises et prend la quatrième place, viennent ensuite Jessica Jerome, Carina Vogt, puis Katharina Althaus. Coline Mattel ne concrétise pas sa place de troisième de la première manche, elle n'est que 19e lors du deuxième saut pour finalement prendre la neuvième place de ce Grand-Prix.

#### Nijni Taguil
Les entraînements du vendredi 13 septembre 2013 à Nijni Taguil sont dominés par Sara Takanashi qui devance Coline Mattel. Toutes deux confirment ensuite lors du concours, elles prennent les deux premières places, rejointes sur le podium par Katja Požun (2e de la première manche), puis Katharina Althaus (3e de la deuxième manche) et Urša Bogataj. La sauteuse russe Irina Avvakumova prend la sixième place. Avec Julia Clair à la septième et Léa Lemare à la neuvième place, la France place ses trois sauteuses dans les dix premières ; le Canada également a des bons résultats, avec ses deux sauteuses Atsuko Tanaka et Taylor Henrich dans les dix premières.
Le concours du samedi est également remporté par Sara Takanashi devant Coline Mattel, qui effectue le plus long saut de ces deux jours avec 100 mètres lors de la deuxième manche. Le podium est complété par Katharina Althaus pour laquelle c'est le meilleur résultat à ce niveau ; vient ensuite Chiara Hölzl dont c'est également le meilleur résultat, puis Atsuko Tanaka et Katja Požun.

#### Almaty
Le 21 septembre 2013 à Almaty, pour la troisième fois consécutive les deux premières places du Grand-Prix sont occupées par Sara Takanashi devant Coline Mattel. La troisième place est cette fois pour Yurina Yamada, pour la première fois sur un podium individuel toutes compétitions confondues. Eva Logar prend la quatrième place, première des cinq Slovènes en lice, dont quatre sont dans les huit premières (Požun 6e, Bogataj 7e, Rogelj 8e, et Vtic 12e). Julia Kykkaenen aussi obtient son meilleur résultat dans une compétition de ce niveau avec la cinquième place.
Au classement général, Sara Takanashi accentue son avance, qui est désormais supérieure à cent points sur la deuxième : elle ne peut plus être rejointe, et sans attendre l'épreuve finale du lendemain, remporte le Grand-Prix 2013 après avoir déjà gagné l'édition 2012.

##### Concours final
Sans surprise, Sara Takanashi est en tête de la première manche du dernier concours de la saison le 22 septembre 2013 : elle devance Coline Mattel de plus de onze points. La suite du classement provisoire est plus serrée, la huitième Julia Clair n'étant devancée par sa compatriote Coline Mattel que de moins de quatre points ; s'intercalent Julia Kykkaenen, Katja Požun, Eva Logar, Atsuko Tanaka et Taylor Henrich. Le plus long saut de la manche est effectué par Manuela Malsiner à 100,5 mètres ; elle pointe à la neuvième place du fait des compensations dues au vent et à ses notes de style.
Le plus long saut de la deuxième manche, très loin devant toutes les autres avec 107,5 mètres est le tout dernier de la saison ; il est effectué par Sara Takanashi, mais elle tombe et ne marque que de faibles notes de style. Elle garde malgré tout la tête du concours, à moins de trois points devant Katja Požun qui fait le meilleur saut de cette deuxième manche. Atsuko Tanaka, deuxième de la manche monte sur la troisième marche du podium, pour la première fois dans une compétition de ce niveau. Eva Logar échoue à 0,1 point du podium, suivie également à 0,1 points par Coline Mattel. La sixième est Julia Kykkaenen qui confirme sa performance de la veille, la septième Taylor Henrich qui obtient son meilleur résultat dans une compétition de ce niveau, et Julia Clair est huitième.

### Classement
Classement définitif au 22 septembre 2013, après la sixième épreuve :
| Rang | Nom                        | Points |
| ---- | -------------------------- | ------ |
| 1    | Sara Takanashi             | 525    |
| 2    | Coline Mattel              | 334    |
| 3    | Katja Požun                | 286    |
| 4    | Atsuko Tanaka              | 184    |
| 5    | Eva Logar                  | 180    |
| 6    | Irina Avvakumova           | 169    |
| 7    | Katharina Althaus          | 156    |
| 8    | Yurina Yamada              | 150    |
| 9    | Julia Clair                | 143    |
| 10   | Urša Bogataj               | 140    |
| 11   | Maja Vtič                  | 135    |
| 12   | Svenja Würth               | 127    |
| 13   | Julia Kykkaenen            | 124    |
| 14   | Léa Lemare                 | 108    |
| 15   | Taylor Henrich             | 107    |
| 16   | Yūki Itō                   | 100    |
| 16   | Ema Klinec                 | 100    |
| 16   | Alexandra Pretorius        | 100    |
| 19   | Chiara Hölzl               | 95     |
| 20   | Ulrike Grässler            | 86     |
| 21   | Sarah Hendrickson          | 80     |
| 22   | Špela Rogelj               | 73     |
| 23   | Jessica Jerome             | 69     |
| 24   | Elena Runggaldier          | 61     |
| 25   | Jacqueline Seifriedsberger | 58     |

| Rang | Nom                   | Points |
| ---- | --------------------- | ------ |
| 26   | Anastasiya Gladysheva | 56     |
| 27   | Evelyn Insam          | 54     |
| 27   | Carina Vogt           | 54     |
| 29   | Michaela Doleželová   | 53     |
| 30   | Melanie Faisst        | 50     |
| 31   | Seiko Koasa           | 47     |
| 32   | Kaori Iwabuchi        | 39     |
| 33   | Shigeno Misaki        | 35     |
| 34   | Manuela Malsiner      | 33     |
| 35   | Wendy Vuik            | 30     |
| 36   | Roberta D'Agostina    | 29     |
| 37   | Lisa Demetz           | 27     |
| 38   | Sofya Tikhonova       | 23     |
| 39   | Bigna Windmueller     | 21     |
| 40   | Alissa Johnson        | 16     |
| 40   | Ayumi Watase          | 16     |
| 42   | Juliane Seyfarth      | 11     |
| 43   | Abby Hughes           | 9      |
| 44   | Anna Haefele          | 5      |
| 44   | Yoshiko Kasai         | 5      |
| 46   | Vladěna Pustková      | 4      |
| 46   | Lindsey Van           | 4      |
| 48   | Ramona Straub         | 2      |
| 49   | Lucie Míková          | 1      |

## Grand Prix mixte par équipes

### Calendrier et podiums
| Date            | Lieu         | Épreuve | Vainqueur                                                                         | Deuxième                                                           | Troisième                                                                     |
| --------------- | ------------ | ------- | --------------------------------------------------------------------------------- | ------------------------------------------------------------------ | ----------------------------------------------------------------------------- |
| 27 juillet 2013 | Hinterzarten | HS 108  | Japon- Yūki Itō - Noriaki Kasai - Sara Takanashi - Yuta Watase                    | Slovénie- Maja Vtič - Nejc Dezman - Katja Požun - Matjaz Pungertar | Allemagne- Ulrike Grässler - Andreas Wank - Svenja Wuerth - Richard Freitag   |
| 14 août 2013    | Courchevel   | HS 132  | Allemagne- Svenja Wuerth - Michael Neumayer - Ulrike Grässler - Andreas Wellinger | Japon- Yūki Itō - Yuta Watase - Sara Takanashi - Taku Takeuchi     | France- Léa Lemare - Nicolas Mayer - Coline Mattel - Vincent Descombes Sevoie |

### Épreuves

#### Hinterzarten
L’équipe favorite est celle du Japon, sur le podium de toutes les compétitions mixte jusqu'alors, et championne du monde en titre : elle gagne à nouveau le 27 juillet 2013, avec cette fois comme équipier le doyen Noriaki Kasai. La Slovénie, portée par ses jeunes équipiers masculins Nejc Dezman et Matjaz Pungertar prend la deuxième place, devant l'Allemagne troisième, malgré une chute sans gravité d'Andreas Wank lors de son très long deuxième saut à 107,5 mètres. Le Canada, en course pour une éventuelle deuxième place, termine finalement quatrième, avec une équipe moins homogènes que ses concurrentes, les garçons Dusty Korek et MacKenzie Boyd-Clowes sautant à un niveau en retrait de leurs équipières Atsuko Tanaka et surtout Alexandra Pretorius. L'équipe d'Autriche, septième, fait un concours décevant, devancé par la France (5e) et l'Italie (6e).